# Bessone
Bessone je priimek več oseb:    
- Federico Bessone, argentinski nogometaš
- Lorenzo Bessone, kenijski rimskokatoliški škof